# Tomáš Kubín
Tomáš Kubín (* 24. července 1962 Jindřichův Hradec) je český politik a manažer, v letech 1998 až 2006 a opět od roku 2022 do října 2024  zastupitel města České Budějovice (navíc v letech 2002 až 2006 náměstek primátora), od roku 2024 poslanec Evropského parlamentu, dříve člen ODS, nyní člen hnutí ANO.

## Život
Pracoval v manažerských pozicích v energetice v České republice i v zahraničí. Působil v zastoupení zahraničních maloobchodních řetězců, ve velkoobchodních firmách z oboru IT a v průmyslovém segmentu. V letech 2003 až 2007 zastával pozici místopředsedy představenstva akciové společnosti Teplárna České Budějovice, od roku 2022 je členem její dozorčí rady. V letech 2019 až 2022 byl členem správní rady Waldorfské školy České Budějovice, od roku 2023 do roku 2024 byl předsedou její dozorčí rady. Od roku 2023 do roku 2025 byl členem správní rady ústavu České Budějovice – Evropské hlavní město kultury 2028.
Tomáš Kubín žije ve městě České Budějovice. Od roku 1999 je ženatý. Jeho manželkou je Magdaléna Kubínová Šebelková, v letech 2006–2014 starostka obce Hůry poblíž Českých Budějovic.

## Politické působení
V komunálních volbách v roce 1998 byl zvolen jako člen ODS zastupitelem města České Budějovice. Ve volbách v roce 2002 mandát zastupitele města obhájil a v listopadu 2002 se stal náměstkem primátora pro ekonomiku, majetek a informatiku. Ke konci srpna 2006 však na post náměstka primátora rezignoval, důvodem byl jeho nástup do nového zaměstnání v privátní sféře. V zastupitelstvu setrval do voleb v říjnu 2006, v nichž už nekandidoval. Zastupitelem města se stal znovu až po volbách v roce 2022, a to už jako člen hnutí ANO. Je předsedou komise rady města pro životní prostředí.
V krajských volbách v roce 2004 kandidoval jako člen ODS do Zastupitelstva Jihočeského kraje ze 45.místa, ale neuspěl. Zvolen nebyl ani ve volbách v roce 2020, když kandidoval z 56.místa již jako člen hnutí ANO.
Ve volbách do Evropského parlamentu v červnu 2024 kandidoval jako člen hnutí ANO na 8. místě jeho kandidátky. Strana získala 7 mandátů a on skončil na pozici prvního náhradníka. Kubín se tak připravoval na pozici asistenta europoslankyně Jaroslavy Pokorné Jermanové. Dne 15. července 2024 však jeho stranický kolega Martin Hlaváček oznámil, že se ze závažných osobních důvodů neujme postu europoslance a Kubín měl jeho místo získat. Europoslancem se Tomáš Kubín stal k 1. srpnu 2024, poprvé zasednout v europoslanecké lavici však mohl až v říjnu 2024 poté, co bylo nejprve v září oznámeno odstoupení Martina Hlaváčka, a po vyřízení všech nutných administrativních náležitostí.

## Koupě pozemku v obci Hůry
Podle serveru Seznam Zprávy údajně koupil v roce 2014 obecní pozemek od své ženy, tehdejší starostky obce Hůry, za nepřiměřeně nízkou cenu.